# Abbott Laboratories
Abbott Laboratories е американска многонационална компания в сферата на медицинското оборудване и здравеопазването с централа в Грийн Оукс, щат Илинойс, САЩ. Компанията е основана от чикагския лекар Уолъс Калвин Абът през 1888 г., за да произвежда някои лекарства; днес компанията продава медицински изделия, средства за диагностика, маркови генерични лекарства и хранителни продукти. Първоначалното име на компанията е Abbott Alkaloidal Company, а днешното е от 1915 г. През 2013 г. базираният на изследвания фармацевтичен бизнес на компанията се отделя в AbbVie.
Продуктите на Abbott включват Pedialyte, Similac, BinaxNOW, Ensure, Glucerna, ZonePerfect, FreeStyle Libre, i-STAT и MitraClip.

## История
Името на компанията идва от името на лекаря Уолъс Калвин Абът (завършил Мичиганския университет през 1885 г.) който започва да произвежда лекарства през 1888 г. През XIX век такива популярни лекарства като хинин, морфин, стрихнин и кодеин съществуват само под формата на течни екстракти от алкалоиди и поради това бързо се развалят. Научавайки, че белгийски хирург е успял да получи твърда форма на тези лекарства, Abbott възприема и подобрява метода му и започва да произвежда алкалоидни гранули от лечебни растения. Мащабът на производството нараства бързо. През 1893 г. д-р Абът купува малкото месечно медицинско списание The Alkaloidal Clinic, което започва да излиза под негово ръководство през януари 1894 г. През 1900 г. лекарят официално учредява Abbott Alkaloidal Company, като името се отнася до основния продукт на компанията, алкалоидите. До 1905 г. продажбите достигат 200 000 долара, а през 1915 г. компанията променя името си на Abbott Laboratories. През 1907 г. е открит клон в Лондон. Значението на компанията на Abbott нараства значително по време на Първата световна война – когато популярните немски лекарства стават недостъпни, Abbott започва да произвежда американски аналози (например прокаин вместо новокаин, барбитал вместо Venoral). През 1916 г. започва производството на първия синтетичен агент, антисептика хлоразен.
През 1921 г. компанията основава лаборатория в Роки Маунт (Северна Каролина), и, въпреки смъртта на основателя през същата година, продължава активното разработване на нови лекарства: успокоителни, транквиланти, витамини и др. През 1922 г. е разработен butine, първото болкоуспокояващо средство на компанията. През 1929 г. компанията става публична, като листва акциите си на Чикагската фондова борса. Въпреки Голямата депресия акциите незабавно започват да растат. През 1931 г. е открит клон в Монреал (Канада). През 1935 г. учените Ernest H. Volwiler и Donalee L. Tabern от лабораторията на Abbott получават натриев тиопентал (пентотал), анестетично лекарство.
През 1942 г. Abbott Laboratories се присъединява към консорциум от американски фармацевтични компании за производство на антибиотика пеницилин; общият обем на производството му се увеличава 200 пъти. От 1945 г. Abbott Laboratories започват да разработват нови антибиотици; през 1952 г. те започват да произвеждат антибиотика еритромицин, който в продължение на много години е един от най-продаваните лекарства на компанията. Също през 1950 г. Abbott Laboratories започва да произвежда подсладителя натриев цикламат, първоначално предназначен за диабетици, но през 60-те години на миналия век навлиза широко в хранително-вкусовата промишленост. До 1969 г. той представлява една трета от продажбите на потребителски продукти на компанията, а забраната му от американските власти през август 1970 г. засяга силно Abbott Laboratories.
През 1959 г. компанията получава собствено лого под формата на малка буква „а“. Първото голямо придобиване е закупуването през 1964 г. на M&R Dietetic Laboratories, производител на бебешка храна. Тази компания става основата на отдела за производство на хранителни смеси.
През 1971 г. Abbott Laboratories трябва да изтегли 3,4 милиона бутилки с интравенозен разтвор, защото били запечатани с хартия, заразена с бактерии. Продажбите на компанията падат рязко, тя губи лидерството си на пазара за интравенозни разтвори и плаща глоба.
През 1977 г. съвместно с японската фармацевтична компания Takeda Chemical Industries, Ltd. се основава предприятието TAP Pharmaceuticals Inc. През 1979 г. са пуснати три нови лекарства, Depakine (антиконвулсант), Tranxene (леко успокоително) и Abbokinase (за лечение на кръвни съсиреци в белите дробове).
През 1972 г. компанията пуска първите устройства за кръвен анализ; това оборудване прави възможно откриването на хепатит. През 1985 г. са създадени апарати за откриване на СПИН. До края на десетилетието продажбите на такова оборудване надхвърлят милиард долара; като цяло медицинските диагностични продукти представляват почти половината от приходите на компанията (2,3 милиарда долара). През 1987 г. Администрацията по храните и лекарствата одобрява използването на ново лекарство, хитрин (теразозин), за лечение на хипертония.
През 1991 г. започва производството на нов антибиотик (заменящ еритромицина), кларитромицин, разработен през 1980 г. от японската компания Taisho Pharmaceutical; Abbott Laboratories става партньор на Taisho, пускайки препарата в САЩ под името Biaxin. Biaxin бързо се превръща в най-продаваното лекарство, като продажбите надхвърлят един милиард до края на века. Ново болкоуспокояващо средство, Sevoflurane, е представено през 1994 г., последвано от лекарството за язва Prevacid (лансопразол) през следващата година, което постигна 1,3 милиарда долара продажби през 1998 г.
През 1996 г. Abbott Laboratories разширява отдела си за оборудване за кръвни тестове, като закупува MediSense, Inc. През 1997 г. е закупено американското подразделение на френската фармацевтична компания Sanofi. През същата година Takeda отказва да поднови участието си в съвместната компания TAP Pharmaceuticals Inc., като вместо това създава свое представителство в САЩ.
През 2001 г. компанията придобива Knoll, фармацевтичното подразделение на BASF. През 2002 г. продава марката Selsun Blue на Chattem. По-късно компанията продава Clear Eyes и Murine на престижни марки през 2002 г.
През 2002 г. FDA одобрява лекарството Humira за лечение на ревматоиден артрит.
През 2004 г. компанията придобива TheraSense, компания за лечение на диабет, и я обединява със своето подразделение MediSense, за да стане Abbott Diabetes Care.
През 2006 г. Abbott помага на Boston Scientific да закупи Guidant Corporation. През 2006 г. е представен стентът XIENCE V (гъвкава мрежеста тръбичка за разширяване на съдовете) и става лидер на пазара.
През 2007 г. Abbott придобива Kos Pharmaceuticals за 3,7 милиарда щ.д.
През февруари 2010 г. Abbott завършва придобиването на фармацевтичния отдел на Solvay S.A. за 6,2 милиарда долара (4,5 милиарда евро). Това дава на Abbott широко портфолио от фармацевтични продукти и също така разширява присъствието ѝ на ключови нововъзникващи пазари.
През 2013 г. фармацевтичният отдел е отделен в отделна компания – AbbVie, която веднага влиза в списъка Fortune 200.
На 4 януари 2017 г. е завършено поглъщането на St. Jude Medical, основен производител на медицинско оборудване, сделката възлиза на 23,6 милиарда долара.
През януари 2019 г. Abbott използва опцията си да придобие Cephea Valve Technologies, Inc., която разработва по-малко инвазивен заместител на сърдечната клапа за хора с болест на митралната клапа.

## Акционери
Компанията има в обращение 1,786 милиарда акции към края на 2021 г., 74% от които са държани от институционални инвеститори. Най-големите от тях са:
- The Vanguard Group, Inc – 8,35 %;
- BlackRock – 7,68 %;
- Capital Group Companies – 7,64 %;
- State Street Corporation – 4,16 %;
- Morgan Stanley – 1,64 %;
- Geode Capital Management – 1,56 %;
- Massachusetts Financial Services – 1,49 %;
- Northern Trust Corporation – 1,43 %;
- Bank of America – 1,40 %[15].

## Дейност
Основните подразделения към 2021 г.:
- Фармацевтични средства (Established Pharmaceutical Products) – производство и продажба на широк спектър генерици в развиващите се страни, приходи – 4,72 млрд. щ.д.;
- Диагностични продукти (Diagnostic Products) – диагностично оборудване (кръвен анализ, ДНК анализ, откриване на патогени), приходи – 15,64 млрд. щ.д.;
- Хранителни продукти (Nutritional Products) – бебешки храни, формули за хранене на пациенти в болници, хранене на пациенти с диабет, приходи – 8,29 млрд. щ.д.
- Продукти за съдова терапия (Vascular Products) – производство на стентове, изкуствени сърдечни клапи, пейсмейкъри, глюкомери и подобни устройства, приходи – 14,37 млрд. щ.д.

По географски признак най-големи приходи през 2021 г. са генерирани от: САЩ (16,64 млрд. щ.д.), Германия (2,57 млрд. щ.д.), Китай (2,39 млрд. щ.д.), Япония (1,70 млрд, щ.д., Индия (1,56 млрд. щ.д.), Канада (1,39 млрд. щ.д.), Швейцария (1,31 млрд. щ.д.).
В списъка Forbes Global 2000 за 2021 г. на най-големите публични компании в света Abbott Laboratories е класирана на 121-во място (277-мо по оборот, 134-то по нетен доход, 507-мо по активи и 41-во по пазарна капитализация). В списъка на най-големите американски компании Fortune 500 компанията заема 89-о място през 2021 г.